# 阿古斯特維斯特蘭
阿古斯特維斯特蘭（英語：AgustaWestland），總部設於荷蘭阿姆斯特丹，是意大利芬梅卡尼卡集团旗下的直昇機生產商，主要製造商用及軍用的直昇機。 它由意大利的阿古斯特和英國的維斯特蘭這兩個直升機品牌合併而成。